# 寶雲島
寶雲島（英語：Bowen Island）是加拿大卑詩省西南部一個島嶼，並是大溫哥華地區内的一個海島自治體（island municipality）。寶雲島位於豪灣南端，離溫哥華市西北約25公里，面積為49.94平方公里。根据2016年加拿大人口普查，岛上人口为3,680人。

## 歷史
寶雲島及其鄰近水域傳統上為史戈密殊族原住民打獵和捕魚的地帶。西班牙探險隊船長納爾維斯於1791年航行至此，並以西班牙海軍長官阿普達卡之名將島嶼命名為阿普達卡島（Isla de Apodaca）；島嶼於1860年改為現稱以紀念英國皇家海軍少將詹姆斯·寶雲。
歐洲裔移民從1871年起陸續抵達寶雲島，在島上伐木並開設炸藥廠和磚場。島上的重工業活動到20世紀初陸續結束，取而代之的是旅遊業。一名叫約翰·凱特斯的船長從1900年起帶領旅行團從低陸平原到寶雲島作短綫觀光；聯盟汽船公司於1920年代收購了凱特斯船長的業務，並在島上建立一座度假村。二戰後島上的基礎建設陸續改善，而通往西溫馬蹄灣的汽車渡輪服務亦於1956年投入服務，為寶雲島帶來更多常住居民。隨著度假村於1960年代初拆卸並改建成住宅，寶雲島也大致成為了住宅區。
寶雲島於1968年加盟大溫哥華區域局，再於1999年12月4日正式設立地方行政架構，成為大溫區域局内一個海島自治體。

## 公共設施
卑詩渡輪公司提供連接西溫馬蹄灣和寶雲島的汽車渡輪服務，而英吉利灣啓航公司則營運來往固蘭湖島和寶雲島的航綫。運輸聯線則在島上營運兩條巴士綫。
寶雲島與對岸的西溫哥華同屬45號校區。島上有一間公立小學，而寶雲島的中學生則需往西溫的中學上課。

## 外部連結
- Bowen Island Municipality （页面存档备份，存于） - 寶雲島政府官方網站

49°23′N 123°23′W / 49.383°N 123.383°W